# Oregonichthys kalawatseti
Oregonichthys kalawatseti är en fiskart som beskrevs av Markle, Pearsons och Bills, 1991. Oregonichthys kalawatseti ingår i släktet Oregonichthys och familjen karpfiskar. IUCN kategoriserar arten globalt som nära hotad. Inga underarter finns listade i Catalogue of Life.